# 拉伯纳特
拉伯纳特（法語：La Benâte，法語發音：[la bənat]）是法国滨海夏朗德省的一个旧市镇，位于该省北部偏东，属于圣让当热利区。2016年1月1日，拉伯纳特和相邻的圣但尼迪潘合并为新市镇埃苏韦尔（Essouvert），拉伯纳特为政府驻地。

## 地理
拉伯纳特（46°0'44"N, 0°34'18"W）面积11.07 平方千米，位于法国新阿基坦大区滨海夏朗德省，该省份为法国西部滨海省份，北起旺代省，西临大西洋，南至吉倫特省，东南接多爾多涅省，东北接德塞夫勒省接壤，东临夏朗德省。
与拉伯纳特接壤的市镇（或旧市镇、城区）包括：库朗、朗德、洛宰、圣但尼迪潘、拉韦尔涅。

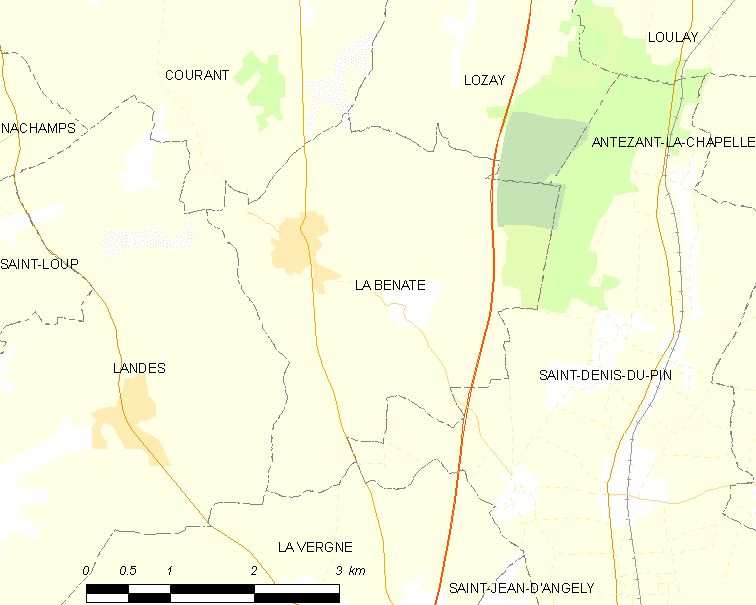
拉伯纳特的OSM定位图

拉伯纳特的时区为UTC+01:00、UTC+02:00（夏令时）。

## 行政
拉伯纳特的邮政编码为17400，INSEE市镇编码为17040。

## 政治
拉伯纳特所属的省级选区为圣让当热利县。

## 人口

1962-2008年间拉伯纳特人口变化图示

拉伯纳特于2018年1月1日时的人口数量为393人。